# Euproctis angulata
Euproctis angulata är en fjärilsart som beskrevs av Matsumura 1927. Euproctis angulata ingår i släktet Euproctis och familjen tofsspinnare. Inga underarter finns listade i Catalogue of Life.